# Mixopterus
Mixopterus es un género extinto de euriptéridos que vivieron durante el periodo Silúrico Superior.

## Características

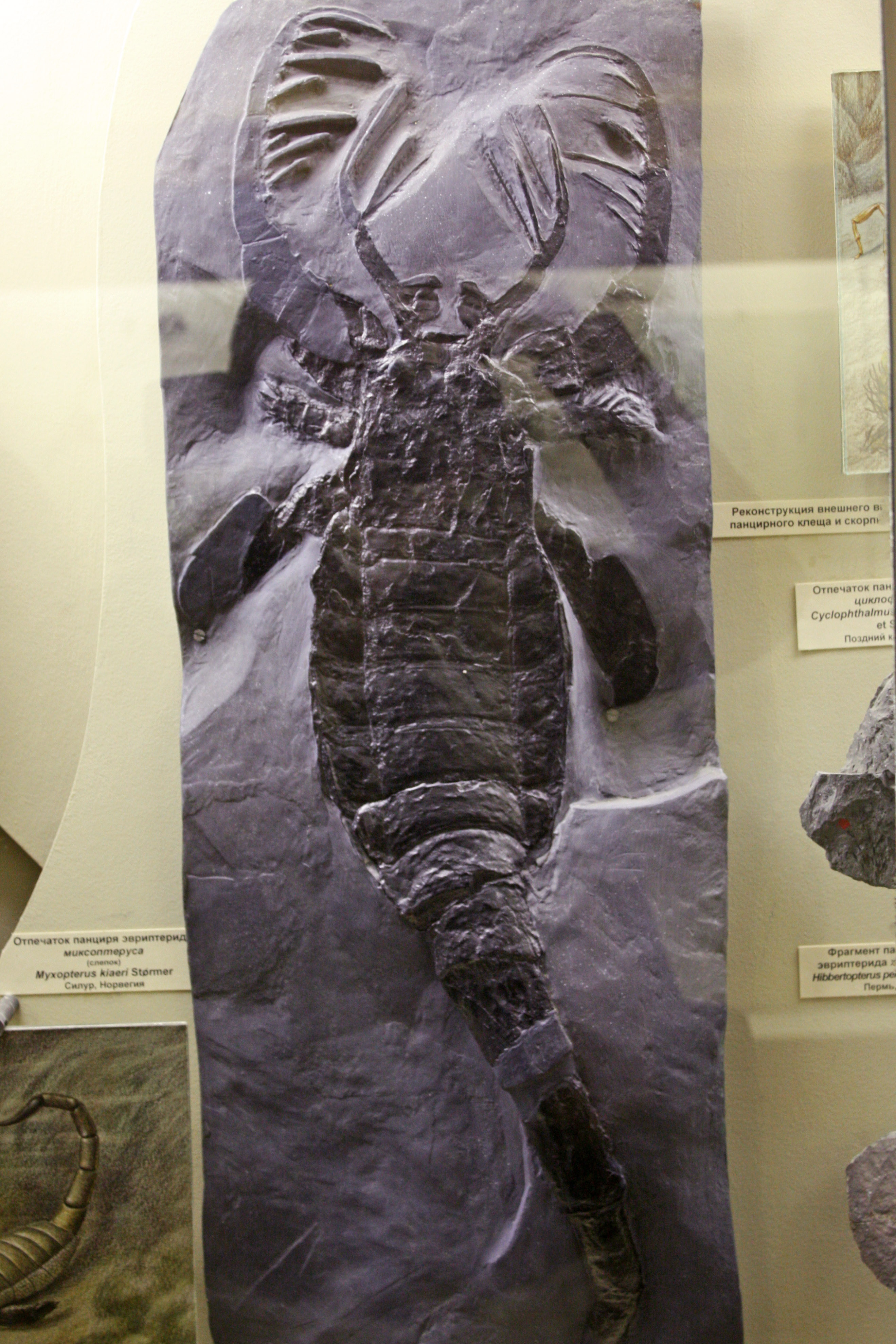
Fósil de un Mixopterus kiaeri.

Físicamente, Mixopterus se caracterizaba por un robusto exoesqueleto con tubérculos o escamas semicirculares dispersos. El prosoma (cefalotórax) era subcuadrado, sobresaliendo antemedialmente. Los quelíceros (pinzas junto a la boca) eran pequeños. Los primeros dos pares de patas estaban muy desarrollados, con largas espinas emparejadas. Las patas terceras y cuartas eran de tamaño más moderado, con espinas cortas. El mesosoma (preabdomen)  era estrecho con surcos axiales, mientras que el metasoma (postabdomen) era más estrecho. El telson era una espina curvada.

## Especies
- Mixopterus kiaeri Størmer, 1934 - Ringerike, Noruega (Silúrico).
- Mixopterus multispinosus (Clarke & Ruedemann, 1912) - Nueva York, Estados Unidos (Silúrico).
- Mixopterus simonsoni Schmidt, 1883 - Saaremaa, Estonia.